# Wulfila sublestus
Wulfila sublestus là một loài nhện trong họ Anyphaenidae.
Loài này thuộc chi Wulfila. Wulfila sublestus được Arthur Merton Chickering miêu tả năm 1940.